# Anisodes proconcava
Anisodes proconcava är en fjärilsart som beskrevs av Louis Beethoven Prout 1932. Anisodes proconcava ingår i släktet Anisodes och familjen mätare. Inga underarter finns listade i Catalogue of Life.